# Альба Флорес
Альба Гонсалес Війя (ісп. Alba González Villa; нар. 27 жовтня 1986, Мадрид, Іспанія) — іспанська актриса, більш відома як Альба Флорес.
Свою популярність отримала, зігравши Найробі в телесеріалі Паперовий будинок.

## Біографія
Альба Флорес народилася в циганській родині музиканта Антонио Флореса і Ани Війї. Її бабусею була відома іспанська співачка Лола Флорес. Вона також є племінницею співачок Лоліти і Росарії Флорес.
Вона почала акторську кар'єру в 2005 році з фільму «Славний і теплий». З 2015 по 2019 рік грала в серіалі «Візаві», де виконала одну з головних ролей — циганки Сарай Варгас. Найбільшу популярність їй принесла роль в серіалі «Паперовий будинок», що вийшов на каналі Antena 3 в 2017 році.

## Особисте життя
Альба Флорес є лесбійкою.

## Фільмографія
| Рік         |   | Українська назва  | Оригінальна назва        | Роль    |
| ----------- | - | ----------------- | ------------------------ | ------- |
| 2005        | ф | Славний і теплий  | El Calentito             | Амайя   |
| 2014        | с | Нитки долі        | El tiempo entre costuras | Джаміля |
| 2015        | ф | Пам'ять води      | La Memoria del Agua      | Кармен  |
| 2015 — 2019 | с | Візаві            | Vis a vis                | Сарай   |
| 2017 — 2019 | с | Паперовий будинок | La casa de papel         | Найробі |